# مارتین گریکس
مارتاین گریتْسِن (هلندی: Martijn Garritsen؛ زادهٔ ۱۴ مهٔ ۱۹۹۶) که با نام مارتین گریکس (به انگلیسی: Martin Garrix) شناخته می‌شود یک دی‌جی و تهیه‌کننده اهل هلند است؛ که صاحب لیبل STMPD Records است. او در سال ۲۰۱۳ میلادی با آهنگ حیوانات مشهور شد. این آهنگ در ۱۰ کشور جزو ۱۰ آهنگ برتر شناخته شده‌است و همچنین در بلژیک و انگلستان رتبه نخست و در ایرلند مقام سوم را به دست آورده‌است. او با همکاری جی هاردوی در سال ۲۰۱۴ میلادی با انتشار آهنگ ویزارد، در اغلب کشورها موفقیت بسیاری کسب کرد. وی از سال ۲۰۱۲ میلادی تاکنون فعالیت حرفه ای خود را آغاز نمود. او همچنین ساله ۲۰۲۲ ، در مجله ۱۰۰ دی جی برتر دنیا رتبه ۱ را از آن خودش کرد.
مارتین گریکس در سال ۲۰۱۳ میلادی به انتخاب مجله دی‌جی در بین ۱۰۰ دی‌جی برتر جهان مقام چهلم و در سال ۲۰۱۴ میلادی در فهرست آن سال، به عنوان چهارمین دی‌جی دنیا شناخته شد.
مارتین در سال ۲۰۱۶ پس از جدایی از لیبل اسپینین رکوردز تصمیم به احداث لیبل خود گرفت و لیبلی تحت عنوان STMPD RCRDS احداث کرد.
همچنین در سال ۲۰۱۵ سوم و بالاخره در سال ۲۰۱۶ به عنوان جوانترین دی جی تاریخ به مقام دی جی شماره یک جهان دست یافت. مارتین در سالهای ۲۰۱۷ و ۲۰۱۸ موفق به کسب عنوان بهترین دی جی سال جهان از سوی مجله دی جی شده‌است.
این هنرمند هلندی از سن چهار سالگی به فراگیری گیتار پرداخت و در ۸ سالگی دیدن اجرای آهنگ ترافیک توسط تییستو در بازی‌های المپیک تابستانی ۲۰۰۴ باعث شروع آهنگسازی کم‌نظیر مارتین گردید.
وی تاکنون همکاری‌هایی با دوآ لیپا و بی بی رکسا و آویچی و دیوید گتا داشته‌است.

## حرفه

### ۲۰۱۲–۲۰۱۴: شروع فعالیت و موفقیت ترانه «حیوانات»

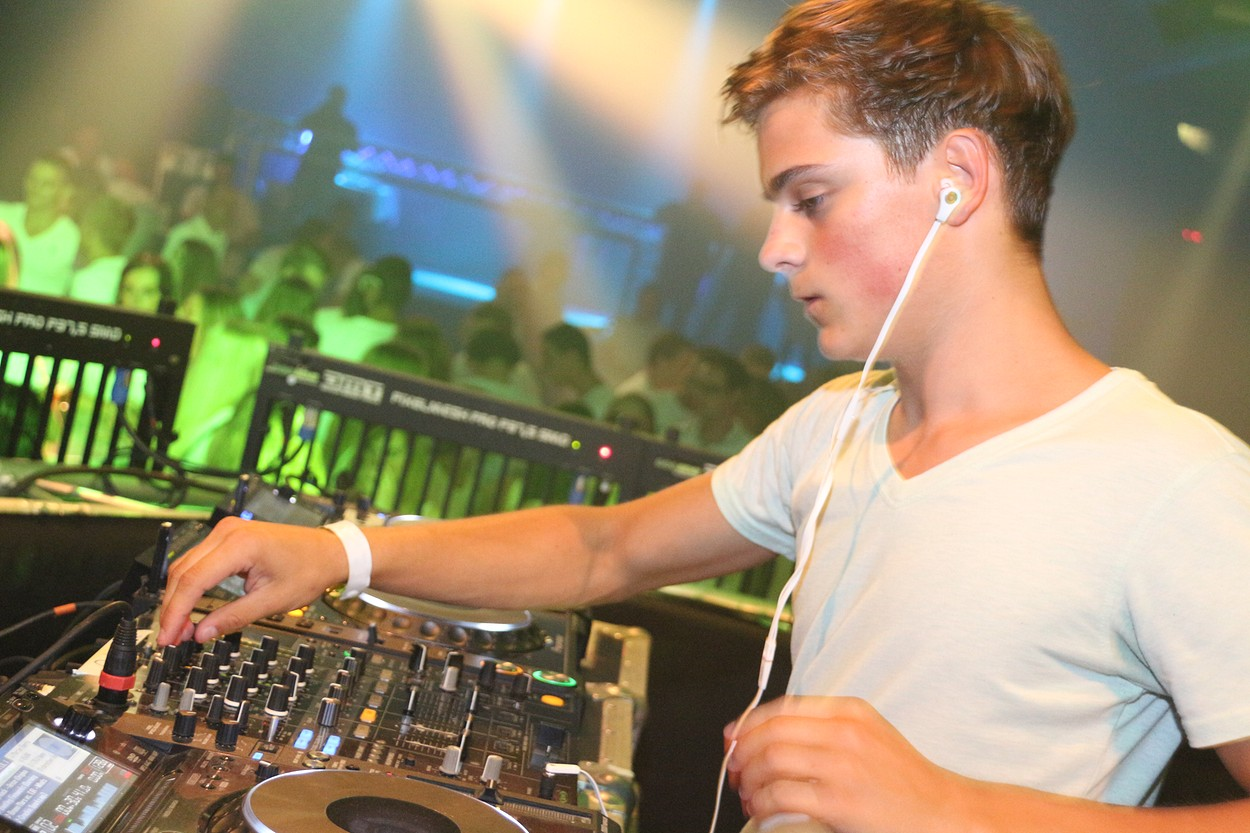
مارتین گریکس در جشنواره سفید تابستانی ۲۰۱۳

گریکس توسط دی جی هلندی تییستو کشف شد.
او در مستند (آنچه ما شروع کردیم) توضیح می‌دهد که با ریمیکس ترانه امشب از انریکه فعالیت خود را به‌صورت حرفه ای آغاز کرد. وی در سال ۲۰۱۲ با انتشار ترانه (خطای ۴۰۴) به همراه جی هاردوی دی جی هلندی قرارداد خود را با لیبل اسپینین رکوردز بست.
گریکس با انتشار تک آهنگ «حیوانات» که در ۱۶ ژوئن ۲۰۱۳ منتشر شد، به شهرت رسید. این ترانه در چندین کشور اروپایی مورد توجه قرار گرفت. او با ۱۷ سال سن جوان‌ترین فردی بود که به رتبه یک جدول بیت پورت رسید.
در تاریخ ۳۰ سپتامبر، گریکس یک ریمیکس از «پروژه تی» توسط سندر ون دورن و دو دی جی بلژیکی-یونانی یعنی دیمتری وگاس و مایک منتشر کرد که به سرعت در رتبه یک جدول بیت پورت قرار گرفت. او در سال ۲۰۱۳ در لیست ۱۰۰ دی جی برتر مجله دی جی مگ به عنوان هنرمند جدید در رتبه ۴۰ ظاهر شد.
در دسامبر ۲۰۱۳، او ترانه «جادوگر» را با جی هاردوی منتشر کرد که رتبه ۶ در جدول بلژیک و رتبه ۱۷ در جدول هلند قرار گرفت. در سال ۲۰۱۴، گریکس ترانه «هلیکوپتر» را منتشر کرد که به مدت دو هفته در رتبه یک جدول بیت پورت قرار داشت. وی همچنین ترانه «لرزش» را به همراه دیمیتری وگاس و مایک ساخت.
وی در سال ۲۰۱۴، با دی جی‌های مشهور دنیا مانند افروجک و هاردول همکاری کرد و ترانه‌هایی مانند «پروکسی»، «ویروس»، «آسمان‌های طلایی» و «بلند کردن بلندگو ها» را منتشر کرد.

### ۲۰۱۵: همکاری‌ها و خاتمه دادن قرارداد با اسپینین رکوردز

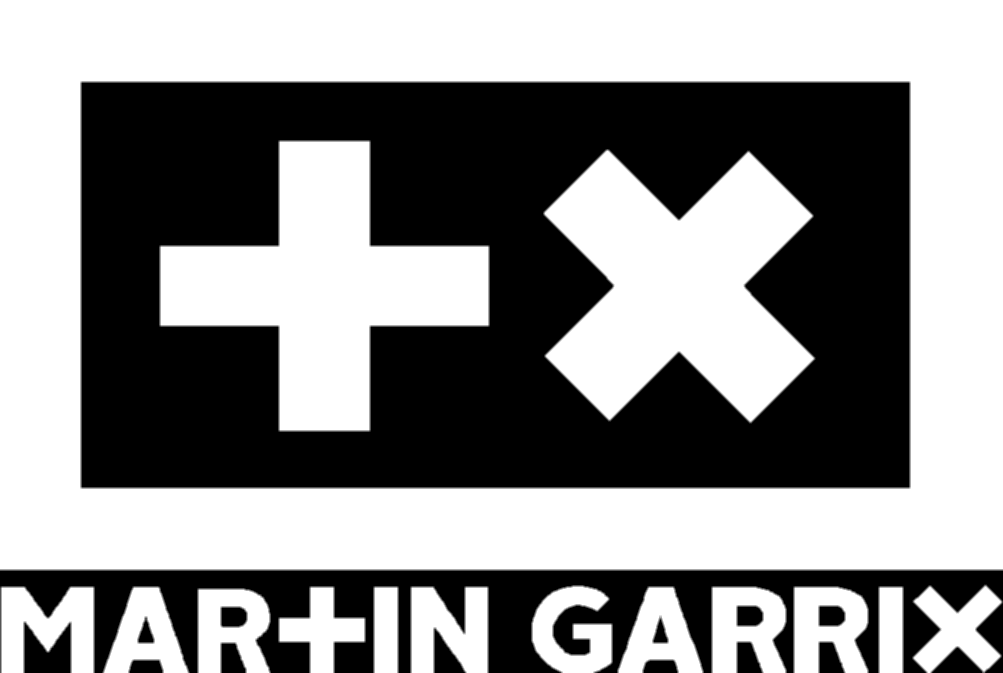
لوگوی مارتین گریکس در ۲۰۱۵

در ۶ فوریه، او آهنگ «صداهای ممنوع» را به عنوان هدیه به طرفدارانش پس از رسیدن صفحه فیس بوک خود به ۱۰ میلیون لایک منتشر کرد.
در فوریه ۲۰۱۵، او تک آهنگ «به پایین نگاه نکن» را با حضور آشر برنده جایزه گرمی منتشر کرد.
گریکس همچنین با اد شیرن برنده چند گرمی در قطعه ای به نام «تکرارش کن» که در جشنواره موسیقی اولترا در میامی در مارس ۲۰۱۵ نواخت، کار کرد.
در ۴ مه، او با تییستو در قطعه ای به نام «راه فقط به سمت بالاست» همکاری کرد.
در ۲۲ مه دیجی سوئدی آویچی در ویدیویی متن ترانه از آهنگ «در انتظار عشق» را منتشر کرد که به‌طور مشترک با گریکس تولید شده‌است.
گریکس در ادامه قطعه‌های «سم» و «اژدها» را منتشر کرد. او اعلام کرد بخاطر درگیری بر سر مالکیت موزیک‌های خود، اسپینین رکوردز را ترک کرده‌است. همچنین از مدیر این شرکت شکایت کرده‌است.

### ۲۰۱۶ تا ۲۰۲۱: راه اندازی لیبل شخصی، پیروزی قانونی و همکاری‌ها

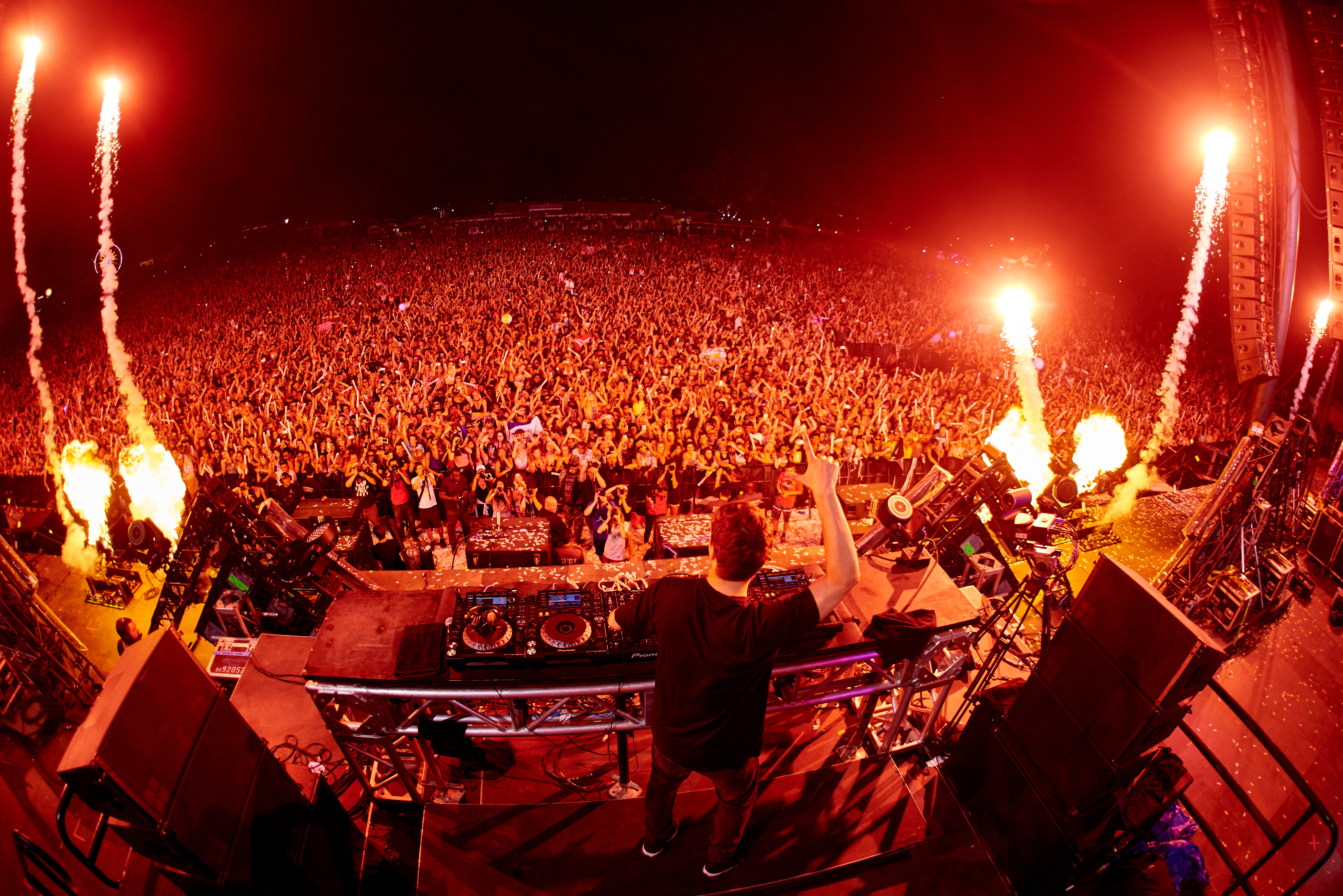
مارتین گریکس در کنسرت ولد ۲۰۱۶

مارتین گریکس در اوایل ۲۰۱۶ لیبل خود را با نام استمپد رکوردز ساخت و اعلام کرد که این لیبل برای هنرمندان در سبک‌های مختلف می‌باشد. اولین ترانه ای که از این لیبل منتشر شد، ترک «پیدات کردم» بود.
در ۲۶ ژوئیه ۲۰۱۶، اعلام شد که گریکس با سونی موزیک قرارداد امضا کرده‌است.
در ۲۹ ژوئیه ۲۰۱۶، او آهنگ «به نام عشق» را با خواننده آمریکایی بی بی رکسا منتشر کرد.
در ۱۹ اکتبر ۲۰۱۶، گریکس در نظر سنجی سالانه ۱۰۰ دی جی برتر دی جی مگ به عنوان دی جی برتر جهان انتخاب شد. وی در گفتگو با مطبوعات گفت: «من اصلاً انتظار این پیروزی را نداشتم. من یک سال شگفت انگیز را تجربه کردم با نمایش‌های عالی و طرفداران شگفت انگیز من از حمایت آنها بسیار ممنونم.»
در ۳۱ دسامبر ۲۰۱۶، مارتین گریکس برای اولین بار در اولین نمایش خود در میانمار ترانه «ترس از تنهایی» با خوانندگی بریتانیایی دوا لیپا بازی کرد. او این آهنگ را در ۲۷ ژانویه ۲۰۱۷ منتشر کرد.

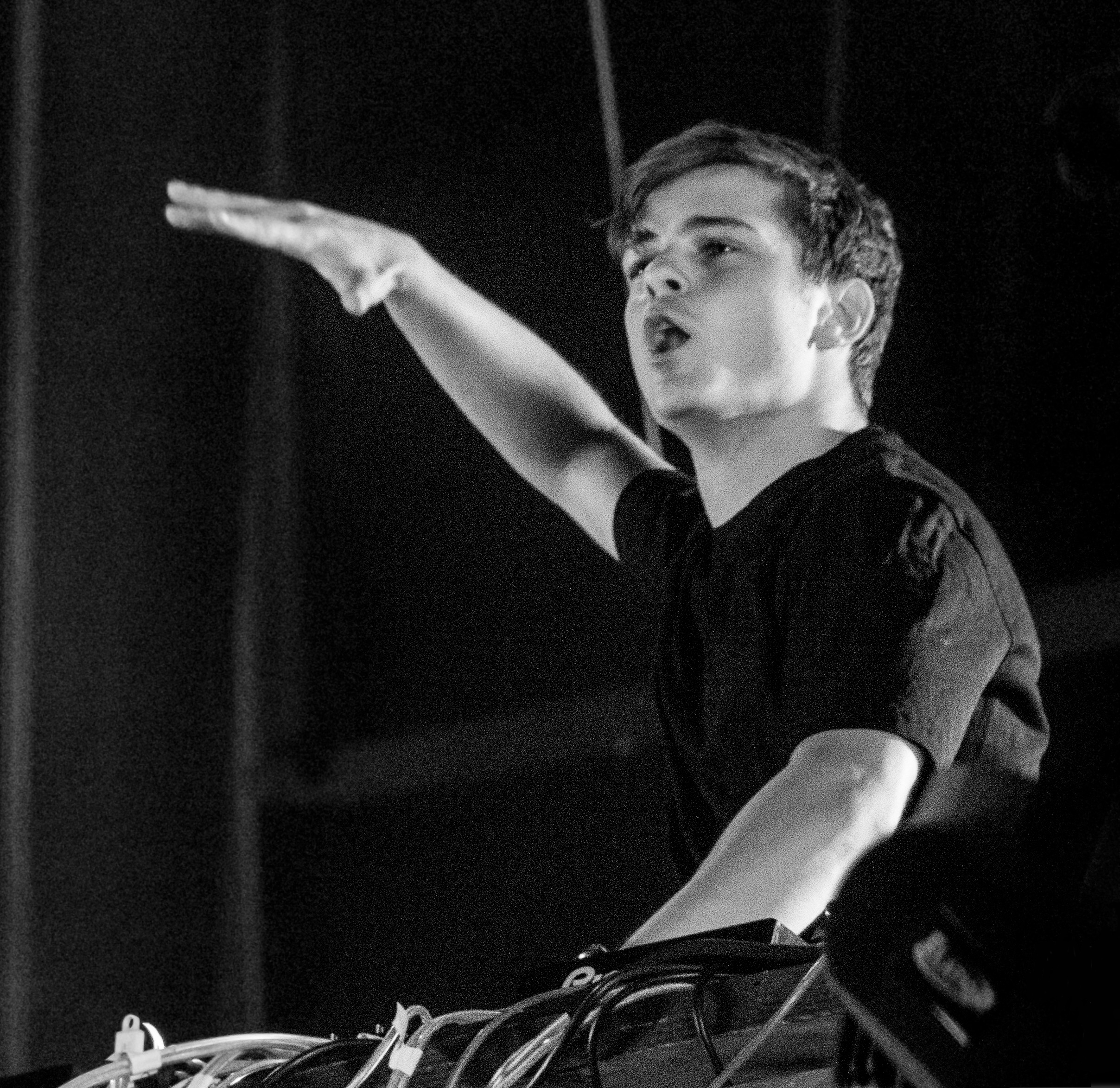
مارتین گریکس سال ۲۰۱۶

در ۷ آوریل ۲۰۱۷، موزیک «بایت» در همکاری با بروکس، به صورت تک آهنگ منتشر شد.
در تاریخ ۲۰ سپتامبر ۲۰۱۷، یک قاضی هلندی به نفع گریکس که حقوق موسیقی خود را که قبلاً به اسپینین رکوردز داده بود، به تصویب رسید تا قراردادش به‌طور دائم خاتمه یابد.
در دسامبر سال ۲۰۱۷ با همکاری دیوید گتا ترانه «خیلی دور» را منتشر کرد.
در ۲۳ فوریه ۲۰۱۸، گریکس دومین همکاری خود را با دیوید گتا و سومین همکاری خود را با بروکس با آهنگ «مثل من» منتشر کرد. در ۱۵ ژوئن ۲۰۱۸، او تک آهنگ «اوشین» همکاری با خواننده آمریکایی خالد را منتشر کرد. در اکتبر سال ۲۰۱۸، گریکس با کسب پیروزی برای سومین بار متوالی، در لیست ۱۰۰ دی جی برتر سالانه دی جی مگ در رتبه اول قرار گرفت. اولین پیروزی وی در سال ۲۰۱۶ او را به عنوان جوانترین دی جی در صدر نظرسنجی قرار داد. در شبکه‌های اجتماعی اعلام شد که گریکس در پنج روز پنج آهنگ منتشر می‌کند، به روشی مشابه نسخه‌های هفتگانه EP خود در سال ۲۰۱۶. آهنگ‌های "یوتابایت"ُ "دسترسی" "تاخیر" "منتظر فردا". وی آهنگ «قطعی» را با همکاری جولیان جردن در ۱۴ دسامبر منتشر کرد.
گریکس از همکاری آینده خود با بن با عنوان «بدون خواب» خبر داد. این ترانه به همراه موزیک ویدیو در فوریه ۲۰۱۹ منتشر شد.در اکتبر سال ۲۰۱۹، گریکس پس از سه سال متوالی در صدر، جای خود را به عنوان دی جی شماره ۱ به دی جی‌های بلژیکی دیمتری وگاس و مایک داد. گریکس در نظرسنجی سال ۲۰۱۹ دوم شد. در ۲۴ دسامبر ۲۰۱۹، اسپینین رکوردز حکم تجدیدنظر در رای دادگاه عالی لیواردن را به دست آورد که یعنی گریکس حق فسخ توافق خود را با اسپینین رکوردز ندارد. چند روز پس از آنکه اسپینین رکوردز درخواست تجدید نظر را جلب کرد، کامپیوتر مارتین توسط یک مهاجم ناشناس هک شد و تعداد انگشت شماری موسیقی منتشر نشده به سرقت رفت.
در فوریه ۲۰۲۰، گریکس آهنگی به نام «غرق شدن» را با خوانندگی کلینتون کین منتشر کرد. برای جشن روز پادشاهی ۲۰۲۰ در آوریل، گریکس به دلیل همه‌گیری کووید ۱۹ به جای جشن حضوری، مجموعه ای را از پشت بام برج آدام در آمستردام اجرا کرد. ماه بعد، او تک آهنگ «بالاتر از سطح» را با خوانندگی جان مارتین منتشر کرد. در ۵ فوریه ۲۰۲۱، گریکس تک آهنگ «فشار» را با حضور خواننده سوئدی تاو لو منتشر کرد.
جالب است بدانید، مارتین تا کنون بیش از ۷۰ تک آهنگ منتشر کرده.

## مدل
در سال ۲۰۱۵، گریکس مدل برند سوئیسی تگ هیور بود. در سال ۲۰۱۷، گریکس مدل کمپانی ایتالیایی ارمنی ایکسچنج بود. این اعلامیه همراه با انتشار عکس‌های تبلیغاتی در شبکه‌های اجتماعی در ژوئیه ۲۰۱۷ اعلام شد. ویدیوی تبلیغاتی که گریکس لباس و عینک تجاری بر تن دارد، در اوت ۲۰۱۷ منتشر شد.
وی بعدها با کمپانی AXE همکاری کرد.